# 兹德涅克·齐坎
兹德涅克·齐坎（捷克語：Zdeněk Zikán，1937年11月10日—2013年2月14日），捷克男子足球运动员，司职前锋。他曾代表捷克斯洛伐克国家队参加1958年国际足联世界杯，结果队伍止步小组赛阶段。